# 佩泰纳斯科
佩泰纳斯科（義大利語：Pettenasco），是意大利诺瓦拉省的一个市镇。总面积7平方公里，人口1372人，人口密度196.0人/平方公里（2009年）。ISTAT代码为003116。